# Facino Cane
Bonifacio Cane, detto Facino (Casale Monferrato, 1360 – Pavia, 16 maggio 1412), è stato un condottiero italiano.
Fu conte di Biandrate e signore di Abbiategrasso, Alessandria, Borgo San Martino, Cantù, Cassano d'Adda, Castano Primo, Castiglione Olona, Como, Galliate, Gavi, Mortara, Novara, Pavia, Piacenza, Romanengo, Seveso, Tortona, Valenza, Valsassina, Varese, Vercelli e Vigevano.

## Biografia
Bonifacio Cane nacque da Emanuele Cane, notaio e podestà di Rosignano nel 1352, ultimo rampollo dei rami meno ricchi dell'omonima casata, motivo che ne determinò un carattere duro ed ambizioso. Lo zio Franceschino fu uno dei più stretti collaboratori del marchese Giovanni II, distinguendosi nella battaglia di Gamenario. Tuttavia, intorno alla metà degli anni 50 del Trecento, Franceschino si pose al servizio dei Visconti (al cui soldo era già passato anche lo zio Enrichetto, connestabile di cavalleria), allora in lotta con il marchese, e fu nominato podestà della Valtellina. Il tradimento di Franceschino fu duramente punito da Giovanni II: Franceschino, una volta rientrato a Casale, fu condannato a morte e i suoi congiunti furono espulsi dal marchesato. La famiglia trovò quindi ospitalità presso i Visconti: Enrichetto, Giovanni e Ruggero Cane servirono i signori di Milano come connestabili di Cavalleria, mentre il padre di Facino, Emanuele, fu inizialmente nominato vicario e rettore di Gavardo nel 1364 e, nel 1372, si recò, insieme al giovane Facino, a Cherasco, dove collaborò con il fratello Enrichetto, designato da Galeazzo II podestà del borgo. Facino imparò l'arte delle armi sin da giovane, combattendo per Ottone IV di Brunswick-Grubenhagen (allora governatore del Marchesato di Monferrato) contro Carlo di Durazzo, intorno al 1382.
Successivamente, a soli 26 anni, divenne condottiero militare al soldo della famiglia veronese dei Della Scala, partecipando alla disastrosa battaglia di Castagnaro, contro la città di Padova. Rimastovi prigioniero, passò quindi al servizio dei vincitori (e cioè della famiglia Carraresi di Padova), combattendo in favore di essi nella guerra del Friuli.
Nel 1387 divenne mercenario per il marchese Teodoro II del Monferrato, che gli affidò ben 400 cavalieri. Gli anni tra il 1391 e il 1397 furono per lui i più favorevoli: conquistò alcuni territori piemontesi attraverso invasioni e saccheggi, peraltro tipici dei condottieri della sua epoca e Teodoro lo ricompensò largamente, infeudandogli il Borgo San Martino, dove era nato suo padre.
Ma ciò che lo spinse a combattere fu soprattutto il compenso, motivazione per la quale le sue imprese divennero particolarmente cruente. Più tardi abbandonò il Piemonte, per spostarsi verso l'area lombarda, a sostegno dei poteri ghibellini cui fu sempre fedele.
Formatosi completamente come capo militare, tornò dapprima al servizio dei Carraresi e, successivamente, dei Visconti.
Nel 1402, dopo la morte del duca Gian Galeazzo Visconti, ottenne i primi risultati politici nel controllo del Ducato di Milano, ma, soprattutto, nel 1403 sottomise Bologna alla signoria Viscontea ottenendone anche il governo; attestazione del suo valore non solo in qualità di condottiero ma anche di uomo politico.
Il suo dominio territoriale tra il 1404 e il 1411, comprese, oltre ad alcuni ex-territori sabaudi, altre città, tra le quali Alessandria, Novara, Varese, Tortona, Biandrate, parte del territorio della Brianza, Piacenza, Cantù, Melegnano e, per ultima, Pavia.
All'apice della vita politica lombarda, in quel periodo sposò Beatrice Cane (erroneamente indicata come Beatrice Lascaris, contessa di Tenda-Ventimiglia), figlia del cugino condottiero Ruggero Cane, donna tenace quanto lui, dalla quale non ebbe figli.
All'età di cinquantadue anni, nel maggio 1412, durante l'occupazione di Bergamo, fu colpito da un violento attacco di gotta e fu costretto a ritirarsi presso il castello di Pavia. Ormai conscio della sua imminente morte, raccomandò all'arcivescovo Bartolomeo della Capra d'aver cura delle sue pratiche testamentarie. Il suo testamento prevedeva che l'ingente patrimonio, costituito da denaro, immobili e truppe, sarebbe dovuto andare alla moglie se lei si fosse risposata con Filippo Maria Visconti, duca di Milano, per preservare le politiche della signoria.
Il corpo del condottiero rimase nudo e insepolto per tre giorni, dopo di che fu tumulato a Pavia nella basilica di San Pietro in Ciel d'Oro, senza né cerimonia né lapide. Gli storici escludono l'ipotesi che qualche mese più tardi, la vedova Beatrice abbia fatto erigere un piccolo monumento in suo onore, poi distrutto agli inizi del XX secolo, per ricavarne della calce.
Una volta morto Facino, la vedova Beatrice Cane, rispettando la clausola testamentaria, si risposò con il duca Filippo Maria Visconti, di circa vent'anni più giovane di lei. Il rapporto fra i due però fu burrascoso, sia per la differenza di età, sia per la mancanza di eredi, sia per i tentativi di Beatrice di immischiarsi in questioni politiche, sia per l'odio che il duca aveva sempre nutrito per Facino Cane, per cui si ritiene che il duca volesse ancora vendicarsi di Facino, cancellandone ogni memoria. Beatrice quindi fu fatta arrestare dal marito a Milano il 23 agosto 1418 con l'accusa di adulterio, trasportata nel castello di Binasco e qui, su sentenza pronunciata dal giudice Gasparino de' Grassi, fu torturata per estorcerle una confessione e poi fatta decapitare con il presunto amante, Michele Orombello, e con due ancelle che avevano testimoniato sulla sua colpa.